# Super Why!
Super Why! é uma série de animação digital canadense-americana, criada por Angela C. Santomero. A série de televisão, indicada para crianças de idade de 3 a 6 anos, ensinava habilidades de leitura, tais como o alfabeto, ortografia, pronúncia, escrita, fonética, uso da palavra e ensinava as crianças canadenses a falarem inglês. 
No Brasil, a série é exibida pelo Discovery Kids em canal fechado, entre 18 de julho de 2011 a 29 de setembro de 2017, o desenho é transmitido em canal aberto na Band através do programa infantil Band Kids, pelo SBT através do programa Carrosel Animado e TV Cultura e do Rede Brasil e do Disney Channel e do ZooMoo e de através do Quintal da Cultura entre 2011 e 2014.
Em Portugal, o desenho é transmitido pelo Canal Panda em canal fechado, entre 2010 e 2013, o desenho é exibido em canal aberto pela Fox Broadcasting Company, por volta das 12:40 e também era exibido pela SIC e RTP2 através do programa Zig Zag (RTP) desde 2011.

## O formato
Ambientada na Vila das Histórias (o local que o personagem-título, Whyatt Beanstalk, vive com seus amigos Pig, Red e Princess Pea); em cada um dos episódios, um dos personagens principais tem um "super problema". Os personagens principais então discutem seu problema no Clube do Livro, concordando em buscar em um livro para resolver o problema. 
O objetivo dos Super Leitores é seguir o enredo para resolver o problema (em cada episódio Whyatt manda um comunicado, inspirado no "super problema", que diz que ele tem "um problemão" e que ele "não para de deter os obstáculos"). Ao progredir os eventos da história, eles se deparam com obstáculos, possibilitando a solução através da aplicação de suas habilidades de alfabetização para mudar a história (por exemplo, transformar o príncipe em "O Príncipe Sapo" novamente em um sapo, porque a princesa gostava dele mais dessa forma). Para superar esses obstáculos, eles são recompensados com "Super Letras" (que então são enviadas para o Super Hiper Computador—que acaba formando cada palavra inspirada na solução para o "super problemão"). E a pessoa escolhida se encoraja a procurar Super Letras durante a história e também a identificá-las quando elas aparecem. 
Na conclusão da aventura, os Super Leitores voam de volta para o Clube do Livro. As Super Letras são colocadas na tela gigante do computador e são soletradas para mostrar a "Super Resposta da História". Em seguida, um dos Super Leitores explica por que aquela palavra ou frase em particular serve como solução para o Grande Problema. E, uma vez encontrada a solução, cada episódio encerra com os Super Leitores apresentando "Salvamos O Dia" (a música-tema de encerramento da série). 

## Personagens
- Whyatt Beanstalk - O líder da gangue de personagens que se tornam o "Super Why", que possui 9 anos de idade de pele morena, olhos azuis, garoto de cabelos castanhos que veste uma camisa polo e calças cáqui. Whyatt vive com sua mãe, que escreve histórias, e seu pai, que ilustra-as, juntamente com a irmã mais nova Joy, mas não seu irmão. João (Jack do conto João e o Pé de Feijão) aparece em alguns episódios, mas geralmente está "longe na faculdade". Quando ele se apresenta no Clube do Livro, ele diz, "Whyatt presente!" Sua forma de super-herói é Super Why. Em sua forma, ele tem uma máscara verde, tênis turbo, uma capa azul e um escritor Why. Por ser o líder, ele é o único que possui um avião a jato

- Princesa Ervilha - Ela é uma menina de descendência bi-racial que usa um vestido de princesa de lavanda e adora dançar. Seus pais são protagonista do conto A Princesa e a Ervilha de Hans Christian Andersen. Quando ela entra, ela diz, "Princesa Ervilha ao seu dispor!" Sua forma de super-heróis é a Princesa Pronta (Princess Presto) e desta forma ela usa um lindo vestido rosa. Ela sempre leva sua varinha em forma de estrela mágica com ela.

- Porquinho (Pig) (ele se apresenta como "P de porquinho", mas durante todo o show, ele é simplesmente conhecido como "Porquinho") - é um personagem do conto Os Três Porquinhos. sempre vestindo um capacete e macacão. Sua forma de super-heróis é Alfapi. Sua caixa de ferramentas de alfabeto tem um mapa do alfabeto, um lasso letra da sorte, um binóculo brilhante e uma mega lupa.

- Chapeuzinho Vermelho - O personagem-título do conto de fadas, ela só se refere a si mesma como "Chapeuzinho Vermelho" e é uma ruiva/morena sardenta que usa um vestido vermelho e patins vermelho, bem como um boné vermelho liso. Quando ela se transforma em Super Chapeuzinho sua roupa se torna um macacão azul sem braços e sem pernas com guarnição vermelha, seu patins são transformados em azul e seu item especial é uma cesta vermelho e azul.

## Dublagem
| Personagem           | Brasil             | Portugal       |
| -------------------- | ------------------ | -------------- |
| Whyatt Beanstalk     | Tom Maciel         | Quimbé         |
| Princesa Ervilha     | Ana Carolina Lotto | Isabel Queirós |
| Porquinho (Pig)      | Murilo Merino      | Pedro Cardoso  |
| Chapeuzinho Vermelho | Michelle Giudice   | Joana Carvalho |

## Episódios
|    | Episódios                            | Amigo     | Resposta da Super História |
| -- | ------------------------------------ | --------- | -------------------------- |
| 1  | Os Três Porquinhos                   | Super Why | Friend                     |
| 2  | O Pote de Mingau                     | Super Why | Listen                     |
| 3  | Rumpelstiltskin                      | Super Why | Learn                      |
| 4  | A Galinha e os Ovos de Ouro          | Super Why | Share                      |
| 5  | Aladim                               | Super Why | Do It Yourself             |
| 6  | Alice no Pais das Maravilhas         | Super Why | Clock                      |
| 7  | A Horta no Telhado                   | Doki      | Because                    |
| 8  | O Patinho Feio: Tornando-se um Cisne | Super Why | Growing Up                 |
| 9  | A Corrida de Barcos                  | Doki      | Nepo Pro                   |
| 10 | Twas a noite antes do Natal          | Super Why | Happy                      |
| 11 | A Pastorinha                         | Super Why | Clues                      |
| 12 | Pedro Coelho                         | Super Why | Love                       |
| 13 | Os três penas                        | Super Why | Be Positive                |
| 14 | Multa de Estacionamento              | Peppa     | Parkin                     |
| 15 | Dia dos Pais                         | Peppa     | Before Time                |
| 16 | O Perfume                            | Peppa     | Make                       |
| 17 | O Balão Do George                    | Peppa     | Larely                     |
| 18 | Brincando De Bobinho                 | Peppa     | Meld                       |
| 19 | Escoteiros Atrapalhados              | Pica Pau  | Pitch The Order            |
| 20 | Esconde Esconde                      | Peppa     | Love You                   |